# BMW Ljubljana Open 2003
Il BMW Ljubljana Open 2003 è stato un torneo di tennis facente parte della categoria ATP Challenger Series nell'ambito dell'ATP Challenger Series 2003. Il torneo si è giocato a Lubiana in Slovenia dal 26 maggio al 1º giugno 2003 su campi in terra rossa.

## Vincitori

### Singolare
Jiří Vaněk ha battuto in finale  Boris Pašanski con il punteggio di 6–3, 3–6, 6–1

### Doppio
Leonardo Azzaro /  Gergely Kisgyorgy hanno battuto in finale  Ivan Cerović /  Aleksander Slovic con il punteggio di 7–6(3), 6–3